# Pedro Alonso
Pedro González Alonso (ur. 21 czerwca 1971 w Vigo) – hiszpański aktor filmowy i telewizyjny, znany z roli „Berlina” w serialu sensacyjnym Dom z papieru z 2017 roku.

## Teatr
Założył własną grupę teatralną o nazwie „Grupo Dom”.

## Edukacja
Studiował w Royal School of Dramatic Arts (RESAD). Swoje umiejętności kształcił również w Teatro de la Danza (Theatre of Dance).

## Filmografia
| Rok  | Tytuł                     | Rola                         |
| ---- | ------------------------- | ---------------------------- |
| 2023 | Berlin                    | Andrés de Fonollosa „Berlin” |
| 2019 | Bagienna cisza            | Q                            |
| 2018 | Diablo Guardián           | Gabacho                      |
| 2017 | Dom z papieru             | Andrés de Fonollosa „Berlin” |
| 2017 | Traición                  | Roberto Fuentes              |
| 2015 | Plaża topielców           | Valverde                     |
| 2015 | La embajada               | Villar, szef ochrony         |
| 2015 | Szpital Królewski         | Andrés Osorio                |
| 2015 | Nieznany                  | Contreras (głos)             |
| 2014 | Bajo sospecha             | Roberto Vega                 |
| 2012 | O Apóstolo                | Pielgrzym                    |
| 2011 | Grand Hotel               | Diego                        |
| 2010 | 18 spotkań przy stole     | Vladimir Torres              |
| 2010 | Wszystko, czego pragniesz | Pedro                        |
| 2008 | La Bella Otero            | Venancio Romero              |
| 2008 | Padre Casares             | Ojciec Horacio Casares       |
| 2007 | R.I.S. Científica         | Héctor (gościnnie)           |
| 2005 | El Desenlace              |                              |
| 2005 | Noc mojego brata          | Portier w dyskotece          |
| 2005 | La Atlántida              | Boris                        |
| 2005 | Maridos e mulleres        | Carlos                       |
| 2003 | Código fuego              | Tomás 'Toni'                 |
| 2003 | Listopad                  | Strażnik                     |
| 2001 | Pequeno hotel             | Sebi                         |
| 2000 | Rías Baixas               | Pedro Soutelo                |
| 1998 | A las once en casa        | Alejo                        |
| 1998 | Insomnio                  | Miguel                       |
| 1998 | Plaza Alta                |                              |
| 1997 | Niño nadie                | Alex                         |
| 1996 | Cygańska dusza            | Antonio                      |
| 1974 | La Revolución matrimo     |                              |

Źródła:.

## Nagrody i nominacje
| Rok  | Nagroda                           | Kategoria                     | Film                 | Wynik     |
| ---- | --------------------------------- | ----------------------------- | -------------------- | --------- |
| 2009 | Mestre Mateo Awards               | Najlepszy aktor               | Padre Casares        | Nominacja |
| 2010 | Mestre Mateo Awards               | Najlepszy aktor               | Padre Casares        | Nominacja |
| 2014 | Mestre Mateo Awards               | Najlepszy aktor drugoplanowy  | Zagadka hotelu Grand | Nominacja |
| 2018 | Award of the Spanish Actors Union | Telewizja: aktor drugoplanowy | Dom z papieru        | Wygrana   |
| 2018 | Fotogramas de Plata               | Najlepszy aktor telewizyjny   | Dom z papieru        | Nominacja |